# Alex Kava
Alex Kava (* 1960 in Silver Creek, Nebraska, als Sharon M. Kava) ist eine US-amerikanische Schriftstellerin von psychologischen Suspense-Romanen. Sie ist Mitglied in den Vereinigungen Mystery Writers of America und Sisters in Crime.

## Leben
Alex Kava wuchs in Silver Creek, einem Ort mit weniger als 500 Einwohnern im ländlichen Nebraska, auf. Nach der High-School erhielt sie ein Stipendium für das College of Saint Mary in Omaha. Dort machte sie im Jahr 1982 ihren Universitätsabschluss mit Magna cum Laude mit einem B.A. in Kunst und in Englisch.
Nach ihrer Ausbildung sammelte Kava Erfahrungen in der Werbe- und Grafikdesignbranche und gründete ihre eigene Grafik-Design-Agentur, Square One. Darüber hinaus war sie unter anderem für Radio- und TV-Sender tätig. Im Jahr 1992 ging sie zurück zu ihrer Alma Mater und arbeitete als Leiterin für Öffentlichkeitsarbeit.
Ihr Debütroman Das Böse konnte sich innerhalb von zwei Wochen in der Bestsellerliste der New York Times platzieren. Inzwischen sind noch weitere Bücher erschienen, die das Leben der FBI-Profilerin Maggie O’Dell weitererzählen und von spannenden Mordfällen handeln.

## Werke

### Maggie-O’Dell-Reihe
1. 2002: Das Böse (A Perfect Evil, 2000)
2. 2002: Das Grauen (Split Second, 2001)
3. 2003: Schwarze Seelen (The Soul Catcher, 2002)
4. 2003: Eiskalter Wahnsinn (At the Stroke of Madness, 2003)
5. 2006: Die Rückkehr des Bösen (A Necessary Evil, 2006)
6. 2008: Ausgeblutet (Exposed, 2008)
7. 2010: Blutiger Freitag (Black Friday, 2009)
8. 2011: Knochenpfade (Damaged, 2010)
9. 2012: Fleisch (Hotwire, 2011)
10. 2013: Erloschen (Fireproof, 2012)
11. 2014: Menschenleer (Stranded, 2013)

### Ryder-Creed-Reihe
- 2016: Todesflehen („Ryder Creed 1“, 2015)
- 2016: Versiegelt („Ryder Creed 2“, 2016)
- 2017: Sturzflug („Ryder Creed 3“, 2017)

### Weitere Werke
- 2004: Blutspur des Todes (One False Move, 2004)
- 2007: Organic (Whitewash, 2007)